# Бубанза
Бубанза е град в северозападната част на Бурунди, столица на провинция Бубанза и седалище на едноименната община. Градът е разположен на 1200 м над морското равнище, на север от река Мпанда и около 26 км северно от най-големия град в страната, Бужумбура.
Известни личности от града са Манасе Нзобонимпа, първият следвоенен губернатор на провинцията, Габриел Нтисезерана, бивш втори вицепрезидент на републиката и Паскал Нябенда, бивш председател на Националното събрание на Бурунди.